# Сухі ліси Кайманових островів
Сухі ліси Кайманових островів (ідентифікатор WWF: NT0208) — неотропічний екорегіон тропічних та субтропічних сухих широколистяних лісів, розташований на Кайманових островах.

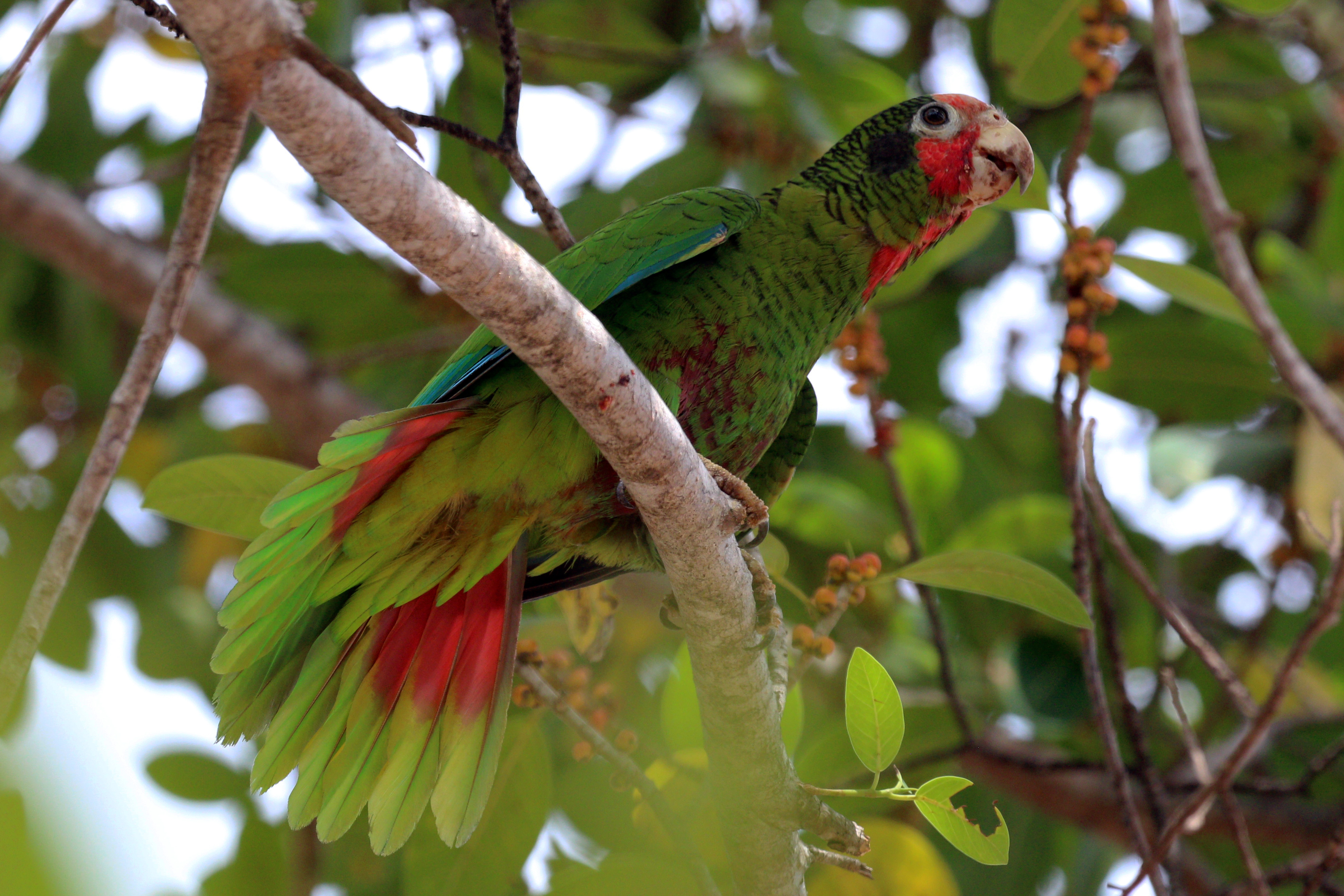
Каймановий амазон (Amazona leucocephala caymanensis)

## Географія
Екорегіон сухих лісів Кайманових островів охоплює близько половини території Кайманових островів — невеликого архіпелагу в Карибському морі, розташованого на південь і захід від Куби, на схід від Юкатану та на північний захід від Ямайки. На заході архіпелагу розташований Великий Кайман площею 197 км², а за 120 км на схід від нього — острови Малий Кайман та Кайман-Брак площею 38 та 28,5 км² відповідно.
Кайманові острови складаються з коралових вапняків і підіймаються лише на кілька метрів над поверхнею моря. Найвищою вершиною архіпелагу є плато Блафф, розташоване на сході Кайман-Браку. Острови регіону є вершинами підводного Кайманового хребта, що простягається із заходу на схід через північно-західну частину Карибського моря.
Кайманові острови були відкриті Христофором Колумбом у 1503 році і колонізовані англійцями у середині XVII століття. Наразі архіпелаг є найбільшою за населенням заморською територією Великої Британії. Станом на 2022 рік тут проживало майже 78 500 людей. Майже всі кайманці проживають на Великому Каймані, зокрема в його столиці Джорджтауні, водночас на Кайман-Браці мешкає лише 2075 людей, а на Малому Каймані — 182 людини. Це відображається в різному ступені зміни природного середовища островів: на Великому Каймані велика частина природної рослинності була знищена, тоді як внутрішні райони Малого Кайману є відносно незайманими.
Екорегіон сухих лісів Кайманових островів охоплює частини островів Великий Кайман і Малий Кайман та більшу частину острова Кайман-Брак. Решта архіпелагу є частиною екорегіонів склерофітних чагарників Кайманових островів та мангрів Великих Антильських островів.

## Клімат
На Кайманових островах домінує саванний клімат (Aw за класифікацією кліматів Кеппена). Середня температура у Джорджтауні становить 27 °C, а середньорічна кількість опадів — 1427 мм. З травня по жовтень в регіоні триває сезон дощів, а з листопада по квітень — сухий сезон. З червня по листопад на Кайманових островах часто трапляються тропічні циклони.

## Флора
Рослинний покрив екорегіону представлений сухими тропічними лісами. У лісах, поширених на острові Кайман-Брак, переважають білі мірсії (Myrcia neopallens), білі коричники (Canella winterana), кайманські сніговці (Chionanthus caymanensis), вільхолисті сідероксилони (Sideroxylon salicifolium), комірчасті еритроксилуми (Erythroxylum areolatum), духмяні кедрели (Cedrela odorata), чорнильні дерева (Exothea paniculata) та гумбо-лімбо (Bursera simaruba), а у лісах Малого Кайману — гумбо-лімбо (Bursera simaruba), білі коричники (Canella winterana), кайманські сріблясті пальми (Coccothrinax proctorii), золотисті фікуси (Ficus aurea), запашні мірціанти (Myrcianthes fragrans) та туполисті плюмерії (Plumeria obtusa). У лісах екорегіону зустрічається 20 видів орхідей, 5 видів з яких є ендемічними.
Сухі ліси Великого Кайману та Кайман-Браку тривалий час страждали від вирубки та інших порушень. Тропічні широколистяні дерева, що переважають у сухих лісах Кайманових островів, відновлюються та ростуть дуже повільно, внаслідок чого сліди вирубок, які проводилися на початку XX століття, досі помітні в лісах екорегіону. В центральній і східній частинах Великого Кайману та на Кайман-Браці спостерігається складна мозаїка вторинних лісів, що перебувають на різних стадіях зростання. Первинні ліси обмежені найбільш важкодоступними місцевостями, однак на Малому Каймані первинна рослинність все ще переважає.

## Фауна
На Кайманових островах гніздиться 46 видів птахів. Серед птахів, що зустрічаються в сухих лісах екорегіону, слід відзначити антильську зенаїду (Zenaida aurita), товстодзьобого ані (Crotophaga ani), антильського анаперо (Chordeiles gundlachii), американського боривітра (Falco sparverius), американську сипуху (Tyto furcata), сірого тирана (Tyrannus dominicensis), кубинського копетона (Myiarchus sagrae), чорновусого віреона (Vireo altiloquus), багатоголосого пересмішника (Mimus polyglottos) та золотогорлого потроста (Tiaris olivaceus)
Ендеміками Кайманових островів є кайманові вівсянки (Melopyrrha taylori), які живуть в лісах та чагарниках Великого Кайману. Майже ендемічні цитринові пісняри-лісовики (Setophaga vitellina), окрім Кайманових островів, також зустрічаються на Лебединих островах біля узбережжя Гондурасу. Ендеміками Кайманових островів також є низка підвидів різних видів птахів, зокрема підвид ямайської горлички Leptotila jamaicensis collaris, підвид багамської гіли Melanerpes superciliaris caymanensis, підвид золотистого декола Colaptes auratus gundlachi, підвиди кубинського амазона Amazona leucocephala caymanensis і A. l. hesterna, підвид карибської еленії Elaenia martinica caymanensis, підвид темноголового тирана Tyrannus caudifasciatus caymanensis, підвид великодзьобого віреона Vireo magister caymanensis, підвид товстодзьобого віреона Vireo crassirostris alleni, підвиди антильського гракла Quiscalus niger caymanensis і Q. n. bangsi, підвид антильської танагри Spindalis zena salvini та підвид цереби Coereba flaveola sharpei. Раніше в лісах Великого Кайману мешкали ендемічні реліктові дрозди Turdus ravidus, однак наразі вони вимерли, як і представники ендемічного підвиду білочеревого трупіала Icterus leucopteryx bairdi, які не спостерігалися на острові з 1967 року.
Єдиними місцевими ссавцями, поширеними на Кайманових островах, є рукокрилі — 5 видів кажанів, жоден з яких не є ендеміком архіпелагу. А втім, палеонтологічні дослідження вказують на те, що раніше на Кайманових островах мешкали ендемічні кайманські землерийки (Nespohontes hemicingulus) та кілька ендемічних видів хутій (Capromys). Ці наземні ссавці вимерли незабаром після прибуття в регіон європейців, ймовірно, внаслідок знищення природних оселищ та появі на островах інвазивних хижаків, зокрема свійських котів (Felis catus), чорних пацюків (Rattus rattus) та сірих пацюків (Rattus norvegicus).
Серед поширених в регіоні амфібій слід відзначити кубинських райок (Osteopilus septentrionalis) та садових листкових жаб (Eleutherodactylus planirostris), а серед плазунів — ендемічних кайманових ігуан (Cyclura lewisi), кайманових веретільниць (Comptus maculatus), кайманових малих геконів (Sphaerodactylus argivus), кайманових синьовіялових анолісів (Anolis conspersus), кайман-бракських анолісів (Anolis luteosignifer), анолісів Мейнарда (Anolis maynardii), кайманових сліпунів (Cubatyphlops caymanensis), кайман-бракських сліпунів (Cubatyphlops epactius), великокайманових полозів (Cubophis caymanus), малокайманових полозів (Cubophis ruttyi), кайман-бракських полозів (Cubophis fuscicauda) та кайманових карликових удавів (Tropidophis caymanensis).

## Збереження
Загалом близько 31 % площі Кайманових островів є заповідними територіями. Природоохоронні території включають: Ботанічний парк і заповідник Саліна та Мастиковий заповідник на Великому Каймані, а також Природний заповідник Бубі-Понд на Малому Каймані.